# 세종역
세종역(世宗驛)은 세종특별자치시에 건립을 추진 중인 철도역이다. 2013년부터 세종역을 설치하려는 시도는 지속적으로 있었으나, 인근 오송역에 KTX가 정차하고 있었기 때문에 주변 자치단체에서 반발이 심했다. 현재 세종시에서 현 호남고속철도 발산리 인근에 간이역을 짓는 연구용역을 추진 중이며, 그 결과를 바탕으로 세종역 건설이 추진될 예정이다.

## 배경
호남고속선의 오송~익산 사이에 설치하는 중간역의 입지로 충청남도 연기군, 공주시(2건), 논산시 등 네 군데의 위치가 검토되었다가, 2006년에 충청남도 공주시 이인면 일대에 현재의 공주역을 신설하는 것이 확정되었다. 그런데 공주역이 자치단체의 경계에 위치하여 접근성이 떨어지자 충청남도 연기군에 고속철도역을 설치하여 행복도시(세종시)로의 접근성을 높이자는 주장이 대두되었다. 2014년 2월 세종특별자치시에서는 “고속철도망 직접 연계를 위한 KTX 역사 설치방안 모색”에 관한 내용을 ‘2030 세종시 도시기본계획’에 포함하였고, 유한식 당시 세종시장은 세종역 설치를 차기 선거에서 공약하였으나 결국 낙선하였다.

## 논란
2016년 3월, 이해찬 의원(당시 무소속)은 20대 총선에서 세종특별자치시 금남면 일대에 고속철도 세종역을 신설하는 공약을 발표하였다. 반면 오송역을 위시한 충청북도와 공주역이 있는 충청남도에서는 각 역의 수요가 감소하고 고속철도의 역간거리가 지나치게 짧아질 것을 이유로 세종역 신설에 반대하였다. 특히 이시종 충청북도지사가 반대 입장을 밝히고 공주시 의회에서도 반대 성명을 내자, 이해찬 의원은 세종역은 일부 열차만 정차하는 역으로 계획 중이라는 입장을 밝히기도 하였다.
2016년 8월, 한국철도시설공단은 평택~오송 간 고속선의 선로용량 확충을 위한 사전 타당성조사 용역을 발주하면서, 세종역 신설 여부를 함께 다루기로 하였다. 용역 종료 시한은 2016년 12월에서 2017년 4월로 연기되었다가, 최종적으로 2017년 5월에 B/C=0.59로 경제적 타당성이 부족하다는 결과가 발표되었다. 그러나 2018년 하반기에 양승조 충청남도지사와 이춘희 세종시장이 연이어 세종역 신설 재추진 의사를 밝히고, 2019년 하반기에는 세종시에서 자체적으로 세종역 신설 타당성 용역을 발주하였다.
그러던 중 2019년 12월, 경부선 내판역에서 분기하여 정부세종청사까지 이어지는 약 8km의 여객 철도에 ITX-새마을급 열차가 정차하는 세종역을 건설하는 계획이 구상 중임이 밝혀졌다.이와 관련하여 KTX세종역 추진의사를 포기한 것이 아니냐는 일각의 추측이 있었으나, 세종시에서 단기적으로는 KTX세종역을 추진하고, 중장기적으로 ITX 추진을 검토하겠다고 공식입장을 밝혔다. 이와 함께 현재 세종시에서 진행 중인 KTX 연구용역에 ITX 내용을 일부 추가할 것을 밝혔다.